# Umweltchemie
Die Umweltchemie (engl. environmental chemistry), in ähnlicher Bedeutung auch ökologische Chemie genannt, ist ein interdisziplinärer naturwissenschaftlicher Forschungsbereich, der sich mit der Ausbreitung, Umwandlung und den Wirkungen chemischer Stoffe auf die belebte und unbelebte Umwelt beschäftigt. Hierbei werden sowohl Stoffe aus natürlichen Quellen untersucht, z. B. aus Vulkanen (Gase) und Organismen (Gifte) als auch solche aus anthropogenen Quellen, z. B. aus Verkehr, Industrieprozessen und Düngemitteleinsatz.

## Geschichte
Die Umweltchemie entstand in Deutschland als eigenständiger Forschungsbereich Ende der 1960er-Jahre im Vorfeld der beginnenden großen Umweltschutzdiskussionen, wobei hier insbesondere der Chemiker Friedhelm Korte diese damals neue Forschungsrichtung vertrat und wohl auch den Begriff Ökologische Chemie prägte. Viele Inhalte überlappen sich allerdings mit dem ebenfalls in etwa dieser Zeit entstandenen Begriff der Ökotoxikologie (engl. environmental toxicology oder ecotoxicology).

## Teilgebiete der Umweltchemie
Die Forschungsschwerpunkte der Umweltchemie sind unter anderem:
- die Umwandlung der Stoffe in der Umwelt (Boden, Wasser, Luft)
- der Transport bzw. die Verteilung von Umweltchemikalien
- Probleme der Abfallentsorgung, insbesondere auch der Abfallverbrennung
- die Wechselwirkung bzw. der Einfluss von Umweltchemikalien bzw. deren Umwandlungs-/Abbauprodukten auf die Umwelt (Mensch, Tiere, Pflanzen etc.)

Aufgrund der fachübergreifenden Thematik steht die Umweltchemie in engen Wechselbeziehungen zu anderen Wissenschaftsbereichen wie z. B. zur Biologie, Ökologie, Meteorologie und Chemie.

## Methoden
Die Analysemethoden entsprechen zu einem großen Teil denjenigen der Umweltanalytik bzw. der Analytischen Chemie, Biochemie und Ökotoxikologie.

### Fachbücher
- Claus Bliefert: Umweltchemie. Wiley-VCH, Weinheim 2002, ISBN 3-527-30374-X.
- Karl Fent: Ökotoxikologie. Umweltchemie, Toxikologie, Ökologie. 3. Aufl., Thieme Verlag Stuttgart 2007, ISBN 978-3-13-109993-8.
- Friedhelm Korte (Hrsg.): Lehrbuch der ökologischen Chemie: Grundlagen und Konzepte für die ökologische Beurteilung von Chemikalien Stuttgart, New York : Thieme, (zuletzt) 2001.
- Volker Koß: Umweltchemie. Eine Einführung für Studium und Praxis. Springer Verlag Berlin, 1997, ISBN 3-540-61830-9.
- Bruno Kürbiß: Responsible Care. Arbeitssicherheit und Umweltschutz in Chemieanlagen, Verlag Europa-Lehrmittel, Haan-Gruiten 2008, 184 Seiten, ISBN 978-3-8085-7165-1.
- Rene P. Schwarzenbach, Philip M. Gschwend, Dieter M. Imboden: Environmental Organic Chemistry. Wiley-Interscience, Hoboken, New Jersey 2003, ISBN 0-471-35750-2.
- Georg Schwedt: Taschenatlas der Umweltchemie. Wiley-VCH, Weinheim 1996, ISBN 3-527-30872-5.
- Bruno Streit: Lexikon Ökotoxikologie. VCH, Weinheim. Ca. 8500 Stichwörter aus Ökotoxikologie und Umweltchemie, 2. Aufl. 1994, ISBN 3-527-30053-8.
- Gary W. Van Loon, Stephen J. Duffy: Environmental Chemistry: A Global Perspective. Oxford University Press 2005, ISBN 978-0-19-927499-4.
- Bernd Beek (Ed.): Bioaccumulation – New Aspects and Developments. The Handbook of Environmental Chemistry Vol. 2 Part J, Springer Verlag, Berlin, Heidelberg, New York 2000, ISBN 3-540-62575-5.
- Bernd Beek (Ed.): Biodegradation and Persistence. The Handbook of Environmental Chemistry Vol. 2 Part K, Springer Verlag, Berlin, Heidelberg, New York 2001, ISBN 3-540-62576-3.

### Aufsätze
- Müfit Bahadir: Ökologische Chemie. Das schlechte Gewissen der Zivilisation oder Herausforderung für umwelttechnische Innovationen? In: Chemie in unserer Zeit. 25(5), 1991, S. 239–248, doi:10.1002/ciuz.19910250504.
- Hartmut Frank: Umweltchemie und Ökotoxikologie, wo stehen Forschung und Lehre? Mitteilungsblatt der Fachgruppe Umweltchemie und Ökotoxikologie 6(3), S. 3 (2000), ISSN 1617-5301.
- J. Ahlers: Umweltchemie und Ökotoxikologie – Quo vadis?  In: Umweltwissenschaften und Schadstoff-Forschung. 16(2), S. 75–76 (2004), ISSN 0934-3504.
- Martin Scheringer: Environmental chemistry and ecotoxicology: in greater demand than ever. In: Environmental Sciences Europe. 29, 2017, doi:10.1186/s12302-016-0101-x.